# جون سلاتر (لاعب كريكت)
جون سلاتر (1795 - )  (بالإنجليزية: John Slater)‏ هو لاعب كريكت بريطاني.